# Habib Bey
Habib Bey, nom francisé de Mohamed el-Habib Bey (arabe : محمد الحبيب باشا باي), né le 13 août 1858 au palais du Bardo et mort le 11 février 1929 à Carthage, est bey de Tunis de la dynastie des Husseinites de 1922 à sa mort.

## Biographie
Fils unique du prince Mohamed el-Mamoune Bey, cadet des enfants de Hassine II Bey qui décède jeune en 1861 sans avoir régné, et d'une odalisque circassienne nommée Fatma, Habib Bey est orphelin de père à l'âge de trois ans. Son oncle Sadok Bey se charge de son éducation et le marie à la nièce du grand vizir Mustapha Ben Ismaïl, favori du bey et homme fort de la régence.
Investi comme prince héritier le 12 mai 1906, il succède à son cousin, Naceur Bey, le 8 juillet 1922. Nommé général de division de l'armée beylicale le 12 mai 1906, il est promu au grade de maréchal le 10 juillet 1922, jour de son accession au trône.
Durant son règne, il ne tente pas de tenir tête aux autorités du protectorat, contrastant avec le caractère ombrageux de son prédécesseur Naceur Bey avec qui la puissance coloniale a eu plusieurs accros. Arrivé au pouvoir fortement endetté, sans appui du fait de son éloignement des branches régnantes, il reste à la merci du résident général de France, Lucien Saint.
Néanmoins, le climat international change après la Première Guerre mondiale, durant laquelle l'appui des régiments de tirailleurs coloniaux est déterminant dans la victoire de la France et où la dislocation des anciens empires, dont l'Empire ottoman, ancien suzerain des beys de Tunis, fait émerger les notions de droit des peuples à disposer d'eux-mêmes et d'autodétermination. Le mouvement national émergent, à travers le Destour nouvellement créé, arrive à obtenir en 1922 plusieurs avancées politiques notables comme des conseils consultatifs, dont le Grand Conseil et les conseils de caïdats (régions), où la représentation tunisienne est importante.
Habib Bey inaugure l'Institut musulman de la Grande mosquée de Paris en juillet 1926. Il est également le premier dirigeant tunisien dont le nom remplace celui du calife ottoman à la prière du vendredi.
Profitant de son titre de résident général de France, Lucien Saint l'invite à titre privé, ainsi que ses fils Azzedine Bey et Lamine Bey, le 26 juillet 1923 à Marignac, ainsi que l'année suivante, comme en témoigne un journal de l'époque et le registre des délibérations du conseil municipal de Marignac dans lequel le bey appose sa signature en caractères arabes.
Il rachète le palais Zarrouk et s'installe à Carthage, sur le bord de mer, où il vit jusqu'à sa mort. Il est enterré au mausolée du Tourbet El Bey situé dans la médina de Tunis.